# Parkeringsnorm

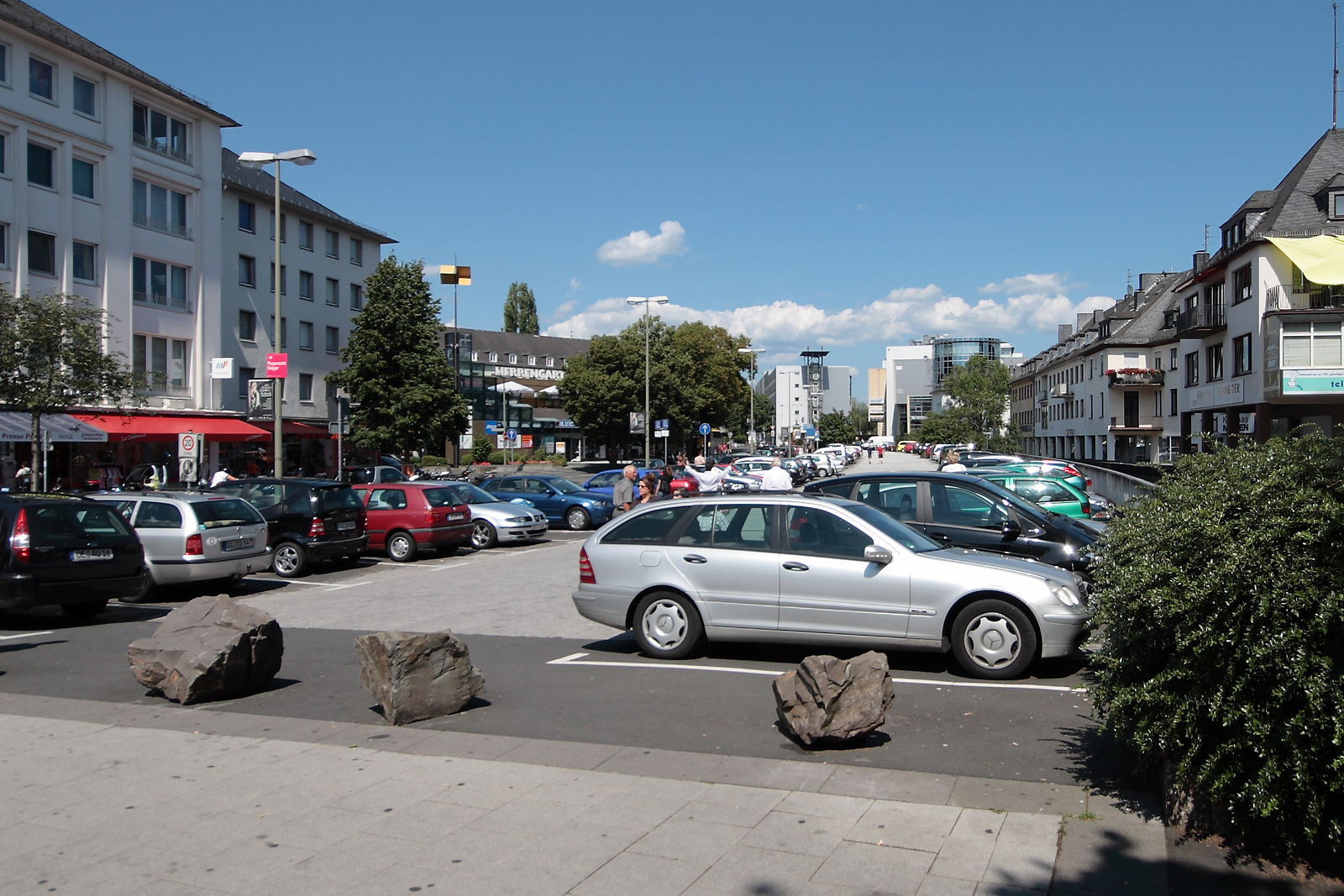
Parkeringsplats i Siegen, Tyskland, i form av en överdäckning av ett vattendrag i stadens centrum.

En parkeringsnorm är en kommuns regelverk för hur bilparkering ska ordnas vid ny- eller ombyggnation. Den anges vanligen som antal bilplatser per lägenhet, per anställd, eller per kvadratmeter byggnadsyta. Detta ger ett minsta antal parkeringsplatser som krävs för bygglov. I svenska kommuner förekommer inte parkeringsnormer som anger en övre gräns för antalet parkeringsplatser, men parkering kan begränsas i enskilda fall genom bestämmelser i detaljplanen.
Om parkeringstalet för bostäder är 1 så krävs minst en parkeringsplats per bostad. Om parkeringstalet för bil är lägre än 1 så förutsätts att flera hushåll inte har egen bil. Detta förekommer framförallt i flerbostadshus med god tillgång till kollektivtrafik. I Sverige blir det allt vanligare med parkeringsnormer som väger in olika faktorer och med normer för cykelparkering.
Parkeringsnormer tillkom under nittonhundratalet för att se till att trafiken till nya hus inte skulle konkurrera om tillgången på befintliga parkeringsplatser. Till 1960 hade nästan alla amerikanska städer någon form av minimikrav på parkering vid nybyggen. 
I Japan måste man bevisa att man har ordnat med parkering innan man får köpa en bil. Beviset utfärdas av den som hyr ut parkeringen och måste visas upp för polisen. Denna bestämmelse infördes på 1950-talet.

## Lagrum
I Sverige är det kommunerna som har det övergripande ansvaret för parkeringens planering, enligt plan- och bygglagen 1 kapitlet 2 § samt 4 kapitlet 13 §. Kommunen anger i plan var parkering skall ordnas. Kommunen har dock ingen skyldighet att ordna parkering. Denna skyldighet åvilar fastighetsägaren. Kommunen (stadsbyggnadsnämnden eller motsvarande) anger det parkeringsbehov som fastighetsägaren har att tillgodose. Parkeringsnormen gäller som vägledning vid detaljplaneläggning och som krav vid bygglov .

## Kostnad och ytkrav
Stockholms markkontor uppskattar att en garageplats under huset kan kosta 200 000 - 400 000 kr att bygga . Enligt Malmö Stads parkeringspolicy uppgår totalkostnaden för en p-plats till 700 kr/månad för markparkering, inklusive markpris, ränta, avskrivning och driftskostnader. För p-hus och garage kostar det 1500-4500 kr per plats och månad .
På tomtmark tar parkering för en bil i genomsnitt 25 kvadratmeter, medräknat utrymme för att svänga i och ur rutan . Det innebär att 400 platser kräver 10000 m² (1 hektar). På gatan tar en plats 15 kvadratmeter, eftersom man använder gatan för att svänga i och ur rutan.

## Forskning
Kostnaden och ytkravet gör att de flesta byggnader inte har mer parkering än som krävs för bygglovet. En studie av 38 hus som byggdes i New York City åren 2000–2008 visade att bara fem hade mer parkering än som krävdes för bygglovet. 
En rapport från Statens väg- och transportforskningsinstitut sammanfattar parkeringsnormers effekt såhär:
Kostnaden för att parkera är mer eller mindre medvetet subventionerad och fördelas i stor utsträckning ut på hyror, fastighetspriser, varupriser, löner etc. på ett icke-transparant sätt. De som parkerar bilen får därför sällan möjlighet att göra en avvägning mellan den egna nyttan av att parkera och den faktiska kostnaden för att tillhandahålla parkeringsplatsen. Efterfrågan på parkeringsplatser i städer är därför konstlat hög, i en samhällsekonomisk mening.

## Kritik
Parkeringsnormer har kritiserats eftersom de hindrar inredning av vindar till lägenheter och uppdelning av stora lägenheter och minskat viljan att bygga mindre lägenheter . 
I en pamflett från Timbro skriver Mattias Svensson och Maria Wetterstrand att miniminormer för parkering innebär att en kostnad för att ha bil delas även av dem som inte har bil.
Organisationen Yimby har kritiserat den rådande parkeringsnormen 1,0 för nybyggda lägenheter i Stockholms innerstad, bland annat eftersom antalet bilar per lägenhet flera år har legat på endast 0,46. Dessutom saknar unga människor ofta körkort och därmed skulle hög parkeringsnorm minska nybyggandet av billiga bostäder för just unga. Yimby menar också att hög parkeringsnorm bidrar till ökade byggkostnader, utglesning av staden och ökad biltrafik, vilket inte är miljömässigt försvarbart .
Låga värden på parkeringsnormen har också kritiserats eftersom det blir svårt att skaffa bil till exempel för de som skaffar barn som ska till dagis eller de som får arbete som det är svårt att ta sig kollektivt till. Parkeringsplatserna fördelas normalt inte heller rättvist efter behov, utan i den ordning kontrakt på nya lägenheter skrivs, så länge de räcker. En princip som kommit är att större nybyggda lägenheter som är tänkta för barnfamiljer har högre parkeringsnorm, kanske till och med 1,0, medan det har blivit vanligare att det inte finns parkeringsplats att få alls för nya smålägenheter (parkeringsnorm noll för dem).
Nybyggda lägenheter är ganska dyra, vilket lockar boende med bra ekonomi som gärna vill ha bil, så att låg parkeringsnorm för nybyggen fungerar mindre bra.[källa behövs] Detsamma gäller också bostadsrätter i större städer. Samtidigt kan områden med äldre lägenheter ha många lediga parkeringsplatser om det är lågt bilinnehav i området. Den sänkta parkeringsnormen har under 2010-talet utnyttjats till att på sina håll bygga bostäder på befintliga parkeringsplatser.